# John Anstey
Pour les articles homonymes, voir Anstey.
Sir John Anstey fut, pendant la Seconde Guerre mondiale, un dirigeant du service secret britannique Special Operations Executive ; né dans le Devonshire, le 3 janvier 1907, il est mort dans les premiers jours d’octobre 2000.

## Jeunesse
John Anstey est formé aux collèges Clifton et Trinity d’Oxford. Son père et ses deux frères sont ‘’solicitors’’. John choisit de faire carrière dans l’industrie du tabac. En 1927, il entre chez W D & H O Wills, à Bristol. Quand Wills rejoint Imperial Tobacco, Anstey grimpe rapidement les échelons.

## Special Operations Executive
Officier au bataillon territorial du Somerset Light Infantry où ses talents administratifs sont reconnus, il est envoyé au Staff College, avant d’entrer au SOE par la petite porte.

### Alger: opérations spéciales
En 1943, il est affecté à Guyotville, près d’Alger, comme officier chargé de l’instruction de la mission MASSINGHAM ("ISSU 6 BNAF") . Ce grand camp d’entraînement aux opérations clandestines et état-major combiné du SOE, dont le rayon d’action s’étend sur toute la Méditerranée, collabore avec des agents gaullistes en vue de soutenir la résistance intérieure. De novembre 1942 à mai 1944, la mission fusionne avec les éléments locaux de l’OSS "Special Ops" dans un Special Project Operation Center – SPOC – où les tensions sont vives entre le SOE qui soutient les réseaux gaullistes et l’OSS qui soutient l’amiral Darlan avant de se rabattre sur le général Giraud. Le centre est commandé par le lieutenant-colonel Douglas Dodds-Parker. L'adjoint d'Anstey est un capitaine, Matthew Hodgart. Une nouvelle section, AMF, forme des centaines d’agents parachutés en France. Ayant bâti avec les services secrets français d’excellents rapports qui facilitent la préparation des débarquements de Provence, Anstey accompagne le corps expéditionnaire afin de consolider sur le terrain les contacts avec les agents du SOE et les combattants de la Résistance.

### Calcutta: Force 136
En novembre 1944, John Anstey est adjoint de Colin Hercules Mackenzie à la Force 136, cache-nez du SOE en Asie du Sud-Est. Anstey convainc ses supérieurs de soutenir les réseaux et les maquis communistes de Birmanie, de peur qu’ils ne s’entendent plutôt avec les Japonais. Après la capitulation du Japon, Mackenzie est rappelé à Whitehall. Promu général de brigade, Anstey reste en poste pour assurer la liquidation administrative de la Force 136.

## Après-guerre
Président de John Player & Sons et du National Savings Committee, John Anstey, qui jouit de la confiance et de la considération générales, cumule les missions délicates et les postes honorifiques.

## Distinctions

### Distinctions françaises
- : Légion d’honneur[Quand ?]
- : Croix de Guerre 1939-1945

### Distinctions États-Unis
- : Legion of Merit

### Distinctions Royaume-Uni
- : Mentioned in Despatches
- : Commander de l'Ordre de l'Empire britannique (CBE) en 1946
- Knighthood (anobli par la Reine) en 1975